# Károly Levitzky
Károly Levitzky (ur. 1 maja 1885 w Dorgoș, zm. 23 sierpnia 1978 w Budapeszcie) – węgierski wioślarz, medalista olimpijski z Londynu (1908).
Reprezentował Węgry podczas igrzysk olimpijskich dwukrotnie, po raz pierwszy w 1908 w Londynie podczas IV Letnich Igrzysk Olimpijskich. Wystartował tam tylko w jedynce, w której zdobył brązowy medal (w ćwierćfinale pokonał Gino Ciabattiego, w półfinale przegrał z Alexandrem McCullochem). Cztery lata później w Sztokholmie podczas V Letnich Igrzysk Olimpijskich wziął udział w jedynkach. Nie powtórzył jednak sukcesu z Londynu i odpadł w ćwierćfinale.